# Burgstall Werdenstein
Der Burgstall Werdenstein ist der Rest einer abgegangenen hochmittelalterlichen Höhenburg, die sich einst auf dem Bärenberg genannten Bergkegel in unmittelbarer Nähe zur Burg Rupprechtstein erhob. Der Burgstall liegt nördlich des Pfarrdorfes Etzelwang im oberpfälzischen Landkreis Amberg-Sulzbach in Bayern, Deutschland. Von der Burg, die wohl Anfang 12. Jahrhunderts gegründet wurde und einst auch dem späteren Kaiser Karl IV. gehörte, haben sich heute nur noch ein aus dem Fels geschlagener Burggraben und einige Grundmauerreste, die allerdings unter der Erdoberfläche liegen, erhalten. Das vom Bayerischen Landesamt für Denkmalpflege als „Mittelalterlicher Burgstall“ erfasste Bodendenkmal trägt die Denkmalnummer D-3-6435-0044.

## Geographische Lage
Die Stelle der abgegangenen Burg befindet sich im Zentrum des Mittelgebirges Fränkische Alb, auf der 544,1 m hohen Bergkuppe des Bärenberges. Dessen Westhang fällt steil, teilweise mit Felsen durchsetzt in den etwa 100 Meter tiefer liegenden Haslachgrund ab, ebenso nach Norden zum Tal des Reinbaches und dem Kirchdorf Kirchenreinbach. Auch die Ostseite des Bärenberges ist durch einen angrenzenden Geländeeinschnitt gut geschützt, hier überquert auch die Ortsverbindungsstraße zwischen Kirchenreinbach und Etzelwang den Spitzenberg, an deren höchster Stelle, in etwa 510 Meter Höhe, die Zufahrt zum kleinen Ort Rupprechtstein abzweigt.

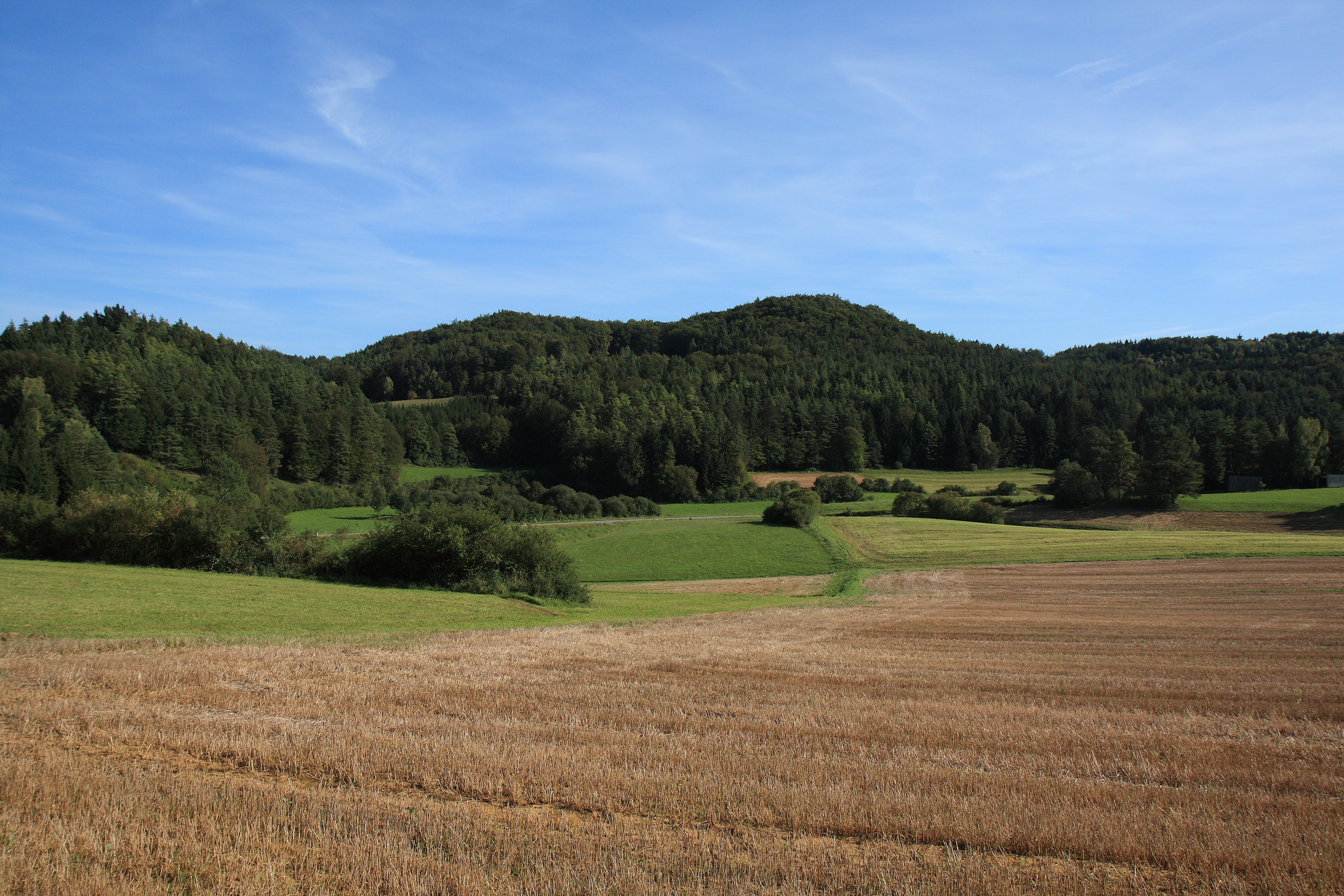
Ansicht des Bärenberges, die zweithöchste Erhebung auf dem Bild, aus nordwestlicher Richtung. Auf dem höchsten Gipfel befindet sich die Ruine der Burg Rupprechtstein

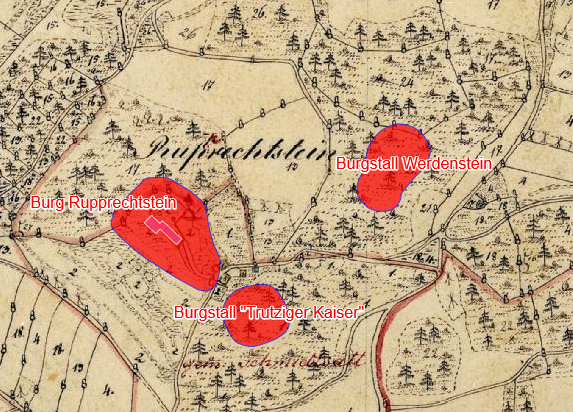
Lageplan von Burgstall Werdenstein, Rupprechtstein und „Trutziger Kaiser“ auf dem Urkataster von Bayern

Nach Südwesten ist der Bärenberg durch einen Bergsattel mit einer benachbarten Bergkuppe verbunden, wodurch diese Seite nur wenige Meter mäßig steil absinkt und anschließend wieder ansteigt. An dieser Bergseite lag auch der frühere Zugang zur Burg Werdenstein.
Der Burgstall liegt in unmittelbarer Nähe des Ortes Rupprechtstein, etwa 590 Meter südlich der evangelisch-lutherischen Kirche Sankt Ulrich in Kirchenreinbach, oder 1240 Meter nördlich der evangelisch-lutherischen Pfarrkirche Sankt Nikolaus in Etzelwang.
In der Nähe befinden sich noch weitere ehemalige mittelalterliche Burgen:
200 Meter westsüdwestlich bzw. südwestlich des Burgstalls Werdenstein liegt die Ruine der Burg Rupprechtstein, von der nur noch ein Rest eines Turmes, die Zisterne und ein Kellergewölbe erhalten ist. Der Burgstall Trutziger Kaiser war ein vorgelagerter Turm der Burg Rupprechtstein.
In ostsüdöstlicher Richtung befindet sich die frühere Burg Neidstein und das heutige Schloss Neidstein über dem Dorf Tabernackel, etwas weiter in dieser Richtung liegt der Burgstall Hartenfels über Neukirchen bei Sulzbach-Rosenberg.
Im nördlich gelegenen Kirchenreinbach steht das ehemalige Hofmarkschloss und etwa 2,9 Kilometer nordwestlich ist die Burgruine Hauseck zu sehen, von der nur noch wenige Mauerreste auf einem aussichtsreichen Felskegel erhalten sind.

## Geschichte der Burg
Die Entstehungszeit der Burg Werdenstein setzt der Nürnberger Burgenforscher Hellmut Kunstmann aufgrund der Bauform und der von ihm aufgefundenen und datierten Keramikscherben auf den Beginn des 12. Jahrhunderts.
Der genaue Standort der Burg Werdenstein wurde von Kunstmann anhand einer Beschreibung der Grenze der Herrschaft Neidstein aus dem Jahr 1467 festgelegt, sie verlief von Rittmannshof „bis gegen Kirchenreinbach an das Dorf bis hinaus auf den Rangen bis unter den Werenstein [Werdenstein] und zu Ring hinum bis in den Garten unter dem Reupprechtstein [Rupprechtstein]“. Andere Forscher wie Anton Dollacker vermuteten sie über der Ortschaft Oed in der Gemeinde Weigendorf, Leonhard Bär identifizierte den östlich von Kirchenreinbach liegenden Steinberg als Standort der Burg, dort wurden allerdings keinerlei Befestigungsspuren gefunden.
Vermutlich kam die Burg Werdenstein unter anderem von den Grafen von Sulzbach um 1280 an die Söhne des Herzoges Ludwig II. des Strengen von Bayern.
Zum ersten Mal urkundlich erwähnt wurde die Burg im Jahr 1305, als das Land nach dem Tod von Graf Gebhard VII. von Hirschberg geteilt wurde. Das Amt Werdenstein mit der Burg kam damals unter anderem mit Etzelwang, Ammerthal, dem Unteramt Rosenberg mit der Burg Rosenberg (zu dieser Zeit Reichslehen, heute ein Burgstall bei Sulzbach-Rosenberg), den Märkten Sulzbach und Lauterhofen und dem Amt Sulzbach an die Herzöge von Bayern. Die Herzöge trugen ihren als Eigen geerbten Besitz König Albrecht I. zu Lehen auf und bekamen es 1307 mit der Burg Rosenberg als erbliches Reichslehen zurück. Im bayerischen Salbuch aus dem Jahr 1326 wurde die Burg Werdenstein als Amtsburg geführt.
Im Hausvertrag von Pavia vom 4. August 1329, in dem das Territorialherzogtum Bayern geteilt wird, kam Werdenstein an Herzog Rudolf II., bei einer weiteren Teilung des Landes der Pfalzgrafen am 18. Februar 1338 kam die Burg zusammen mit Neidstein, Rosenberg und Sulzbach dann an Pfalzgraf Rudolf II.
Ab dem Jahr 1354 war Burg Werdenstein im Besitz des böhmischen und römisch-deutschen Königs Karl IV.; wie sie in seinen Besitz kam, ist nicht überliefert. Im Neuböhmischen Salbüchlein von 1366/68 steht geschrieben: „Der Werdenstein mit aller seiner Zugehörung, Hölzern, Äckern und Wismats, gehört zu dem Neidstein“, mit dem Zusatz: „mocht gefallen ein Mäß Korn“. Außerdem heißt es, dass von den Zugehörungen des Neidsteines „das Dritteil oder mehr“ wüst lag, woraus insgesamt gefolgert werden kann, dass die Burg Werdenstein spätestens ab dem Jahr 1368 nur noch als Ruine bestand. Ob die Burg zu der Zeit wegen mangelnder Bedeutung aufgegeben wurde oder ob sie in einer kriegerischen Auseinandersetzung zerstört wurde, ist heute unbekannt.
Eine letzte Erwähnung der Burg fand dann in der oben genannten Beschreibung der Grenze der Herrschaft Neidstein aus dem Jahr 1467 statt.

## Heutiger Zustand
Die Burg ist fast verschwunden und man sieht fast nichts mehr davon. Es ist ziemlich alles mit einer Grünschicht bedeckt und verwachsen. Den Grundriss des Bauwerkes kann man aufgrund der Mauern immer noch erkennen.

## Beschreibung
Der Burgstall (Burgstelle) befindet sich auf der kegelförmigen Kuppe des Bärenberges (Bild 3), die sich an ihrer Nordost- und Südwestseite (Bild 4) jeweils als ein um einige Meter tieferliegender Felsgrat fortsetzt.
Der nördliche, sehr schmale Grat läuft nach etwa 50 Meter am abfallenden Berghang aus, der gegenüberliegende Grat steigt als eine Art natürliche Rampe bis auf halbe Höhe der Bergkuppe an. Über diesen etwa drei bis vier Meter breiten Grat verlief der einstige Aufgang zur Hauptburg, der auch heute noch deutlich zu erkennen ist (Bild 3, 5 und 7). Auch der weitere Verlauf des Burgweges ist im Wald noch zu erkennen, er zog von Richtung Rupprechtstein zur Burg. Kurz vor der Felsrampe zweigt der Weg zu einer terrassierten Fläche ab, die möglicherweise eine nur leicht befestigte Vorburg trug (Bild 4 und 5). Anschließend führte der Weg dann über die Rampe bis zum äußeren Rand des Halsgrabens (Bild 3), der mittels einer Brücke, vielleicht eine Zugbrücke überwunden wurde.
Der weitere Verlauf des Weges in der Burganlage ist nicht mehr genau zu bestimmen, entweder zog er relativ steil ansteigend auf die Gipfelfläche, oder er führte auf halber Höhe um die Nordwestseite der Kuppe zu einer auf etwa gleicher Höhe liegende weitere Terrasse.
Geschützt war die Burganlage durch einen geraden und nur 19 Meter langen Halsgraben, der in seiner gesamten Breite von 3,70 Meter aus dem Fels geschlagen wurde (Bild 3). Der äußere Grabenrand hat eine heutige Höhe von 2,50 Meter, der innere bedingt durch das Ansteigen des Geländes schon 3,50 Meter (Bild 8). Die künstliche Herkunft dieses Grabens zeigt eine größere Abraumhalde, die heute die Form einer acht Meter breiten und fächerförmigen Terrasse darstellt (Bild 9).
Die kleine trapezförmige Burganlage mit einer Länge von 42 Meter und einer größten Breite von 51 Meter teilte sich in einen niedriger liegenden und in einen erhöht liegenden Bereich auf. Nordwestlich der Bergkuppe und etwa fünf Meter tiefer als diese, springt ein kleinerer Hangsporn aus dem Berg hervor, dessen Oberfläche mit Gebäuden bestanden war. Eine längsovale Vertiefung dort könnte den Rest eines Kellers dieses Gebäudes darstellen. Mauerreste sind obertägig nicht mehr zu sehen, möglicherweise deutet eine kleine, aber mehrere Meter lange Felsstufe über dem senkrechten Felsabfall der Terrasse auf Bearbeitungsspuren hin. Auch auf einer Fläche des oben erwähnten nordöstlichen Felsgrates bot sich noch Platz für kleinere Gebäude.
Auf dem ovalen Gipfelpunkt des Bärenberges (Titelbild), der etwa 16 mal 10 Meter maß, befand sich ein vermutlich turmförmiges Bauwerk, nach Kunstmann der Bergfried der Burg, hier sind in einem Raubgrabungsloch noch Steine mit Mörtelanhaftungen sowie Keramikbruchstücke zu finden (Bild 10).

## Bilder

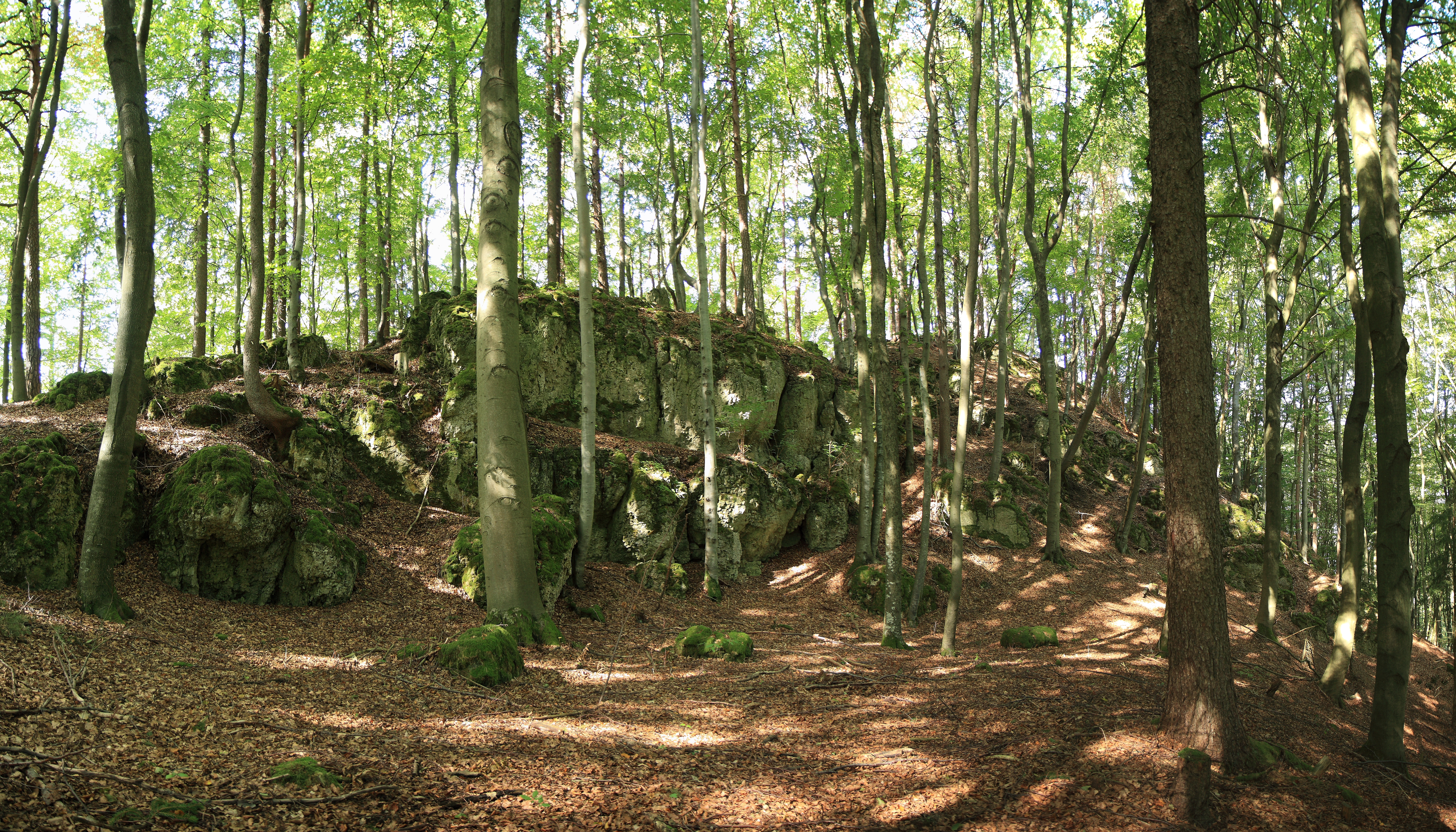
Bild 4: Ansicht des Vorgeländes im Süden des Burgstalls mit dem Felsgrat, der als ehemaliger Aufgang zur Burg diente. Im Vordergrund ist eine planierte Fläche zu erkennen, die eventuell als Vorburg-Plateau gedient hat
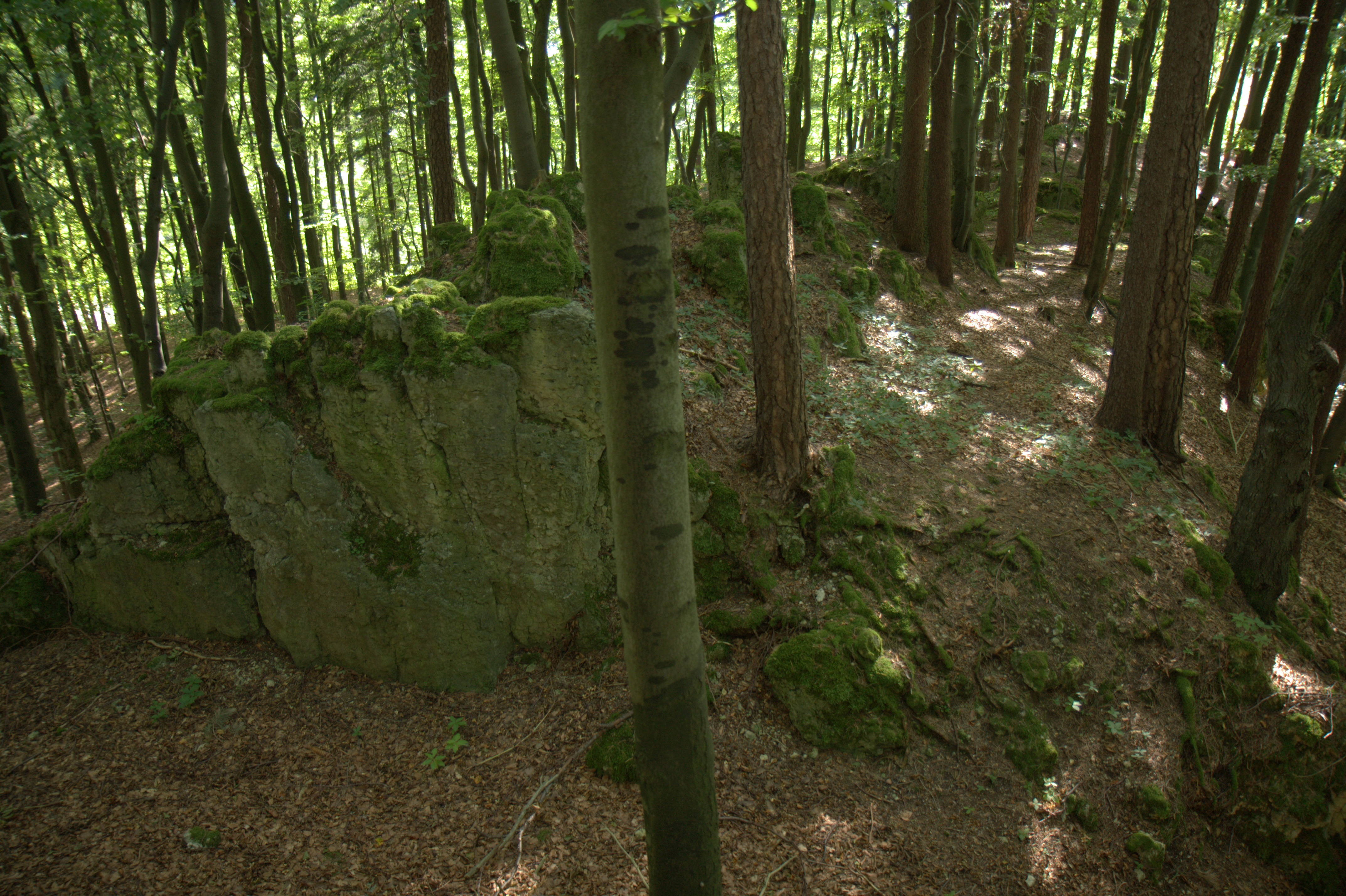
Bild 5: Felsgrat im südwestlichen Bereich des Burgstalls, über den der frühere Zugang zur Burg verlief. Im Vordergrund ist der Halsgraben sichtbar
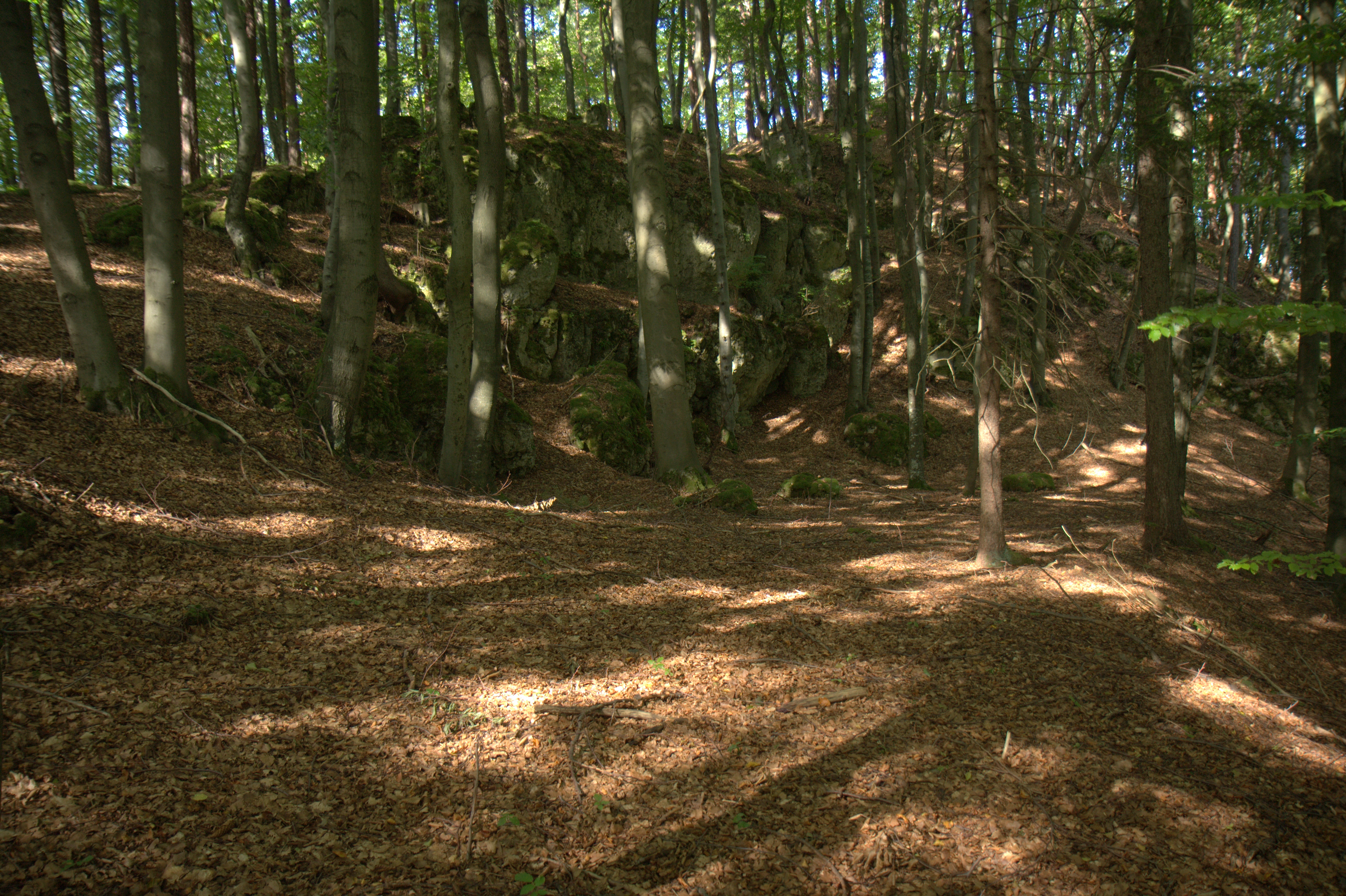
Bild 6: Terrassierte Fläche unterhalb des Burgbereiches, links die Felsrampe, im Hintergrund der Berggipfel mit dem Burgstall
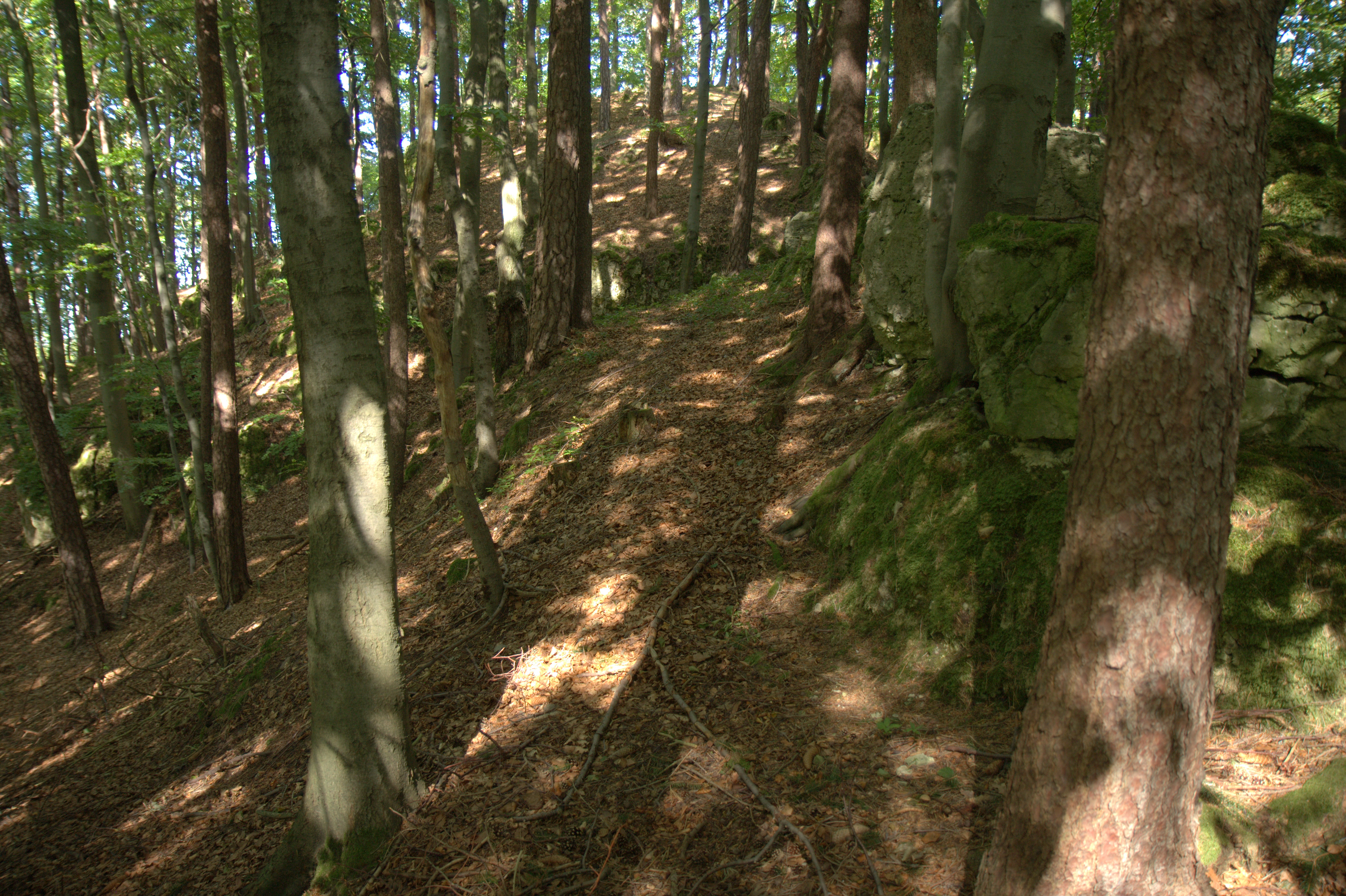
Bild 7: Burgzugang über die Felsrampe, im Hintergrund der Halsgraben und der Burgstall
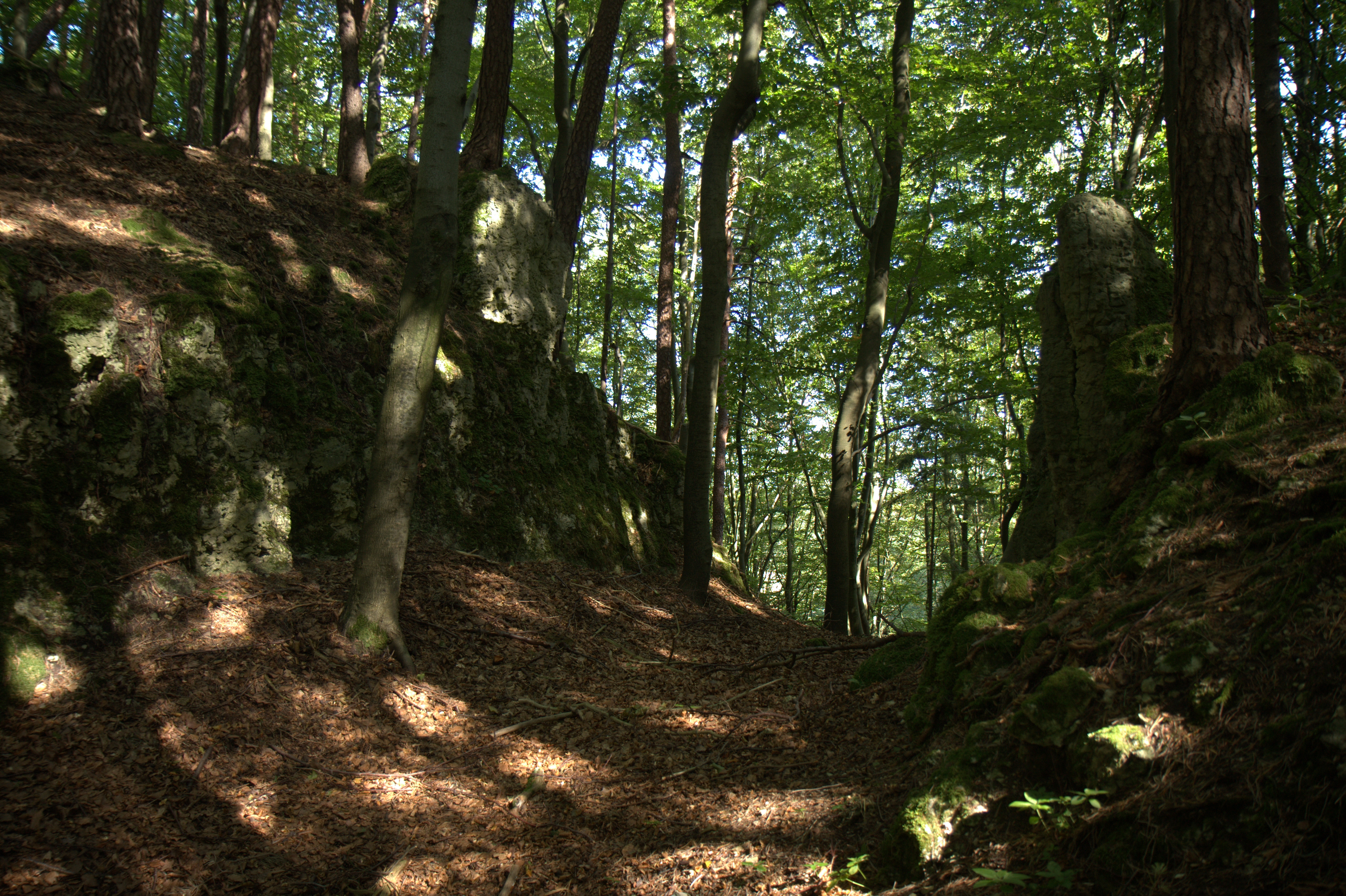
Bild 8: Profil des in den Fels geschlagenen Halsgrabens, links das Burggelände
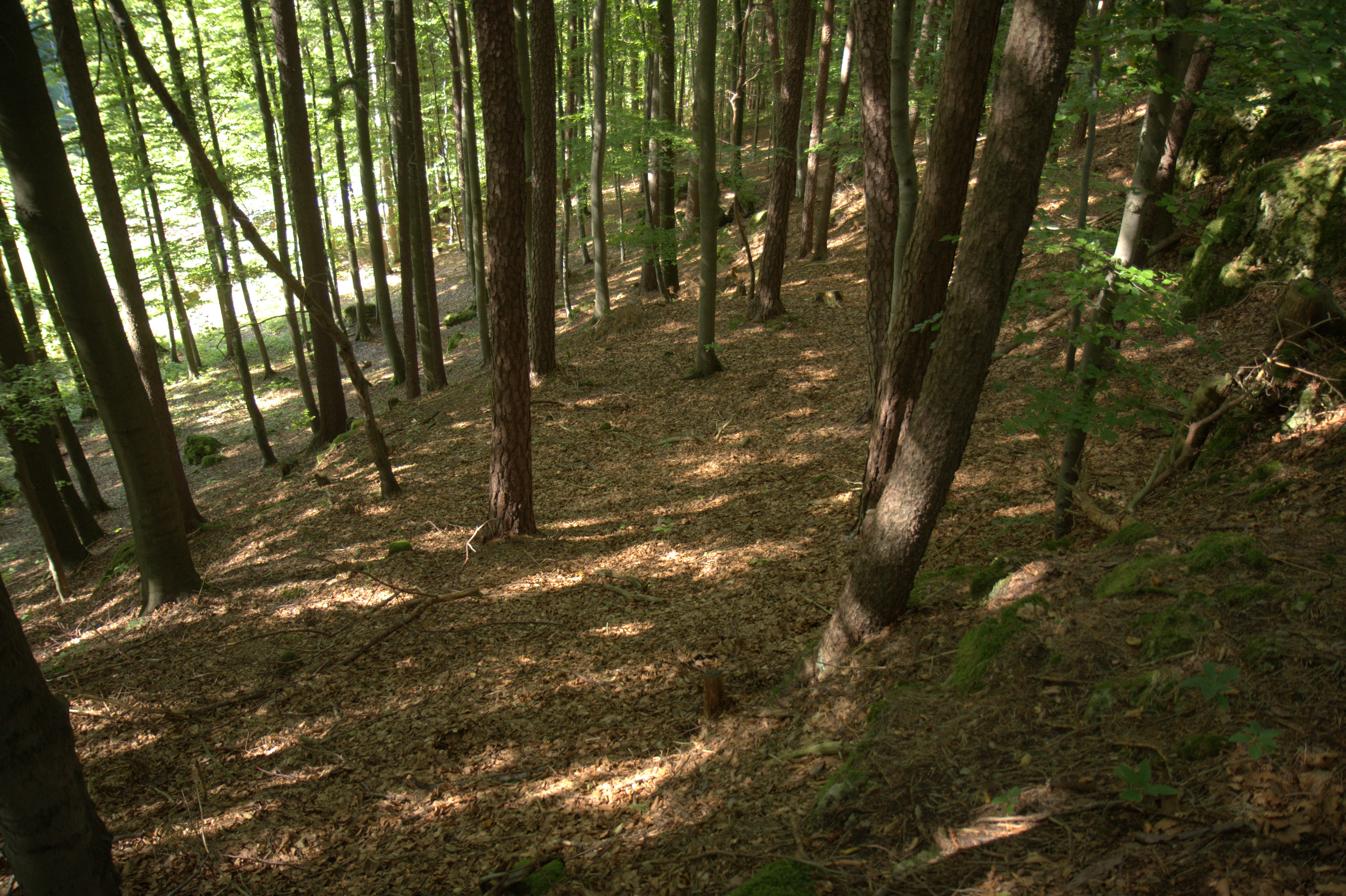
Bild 9: Abraumhalde des Halsgrabens
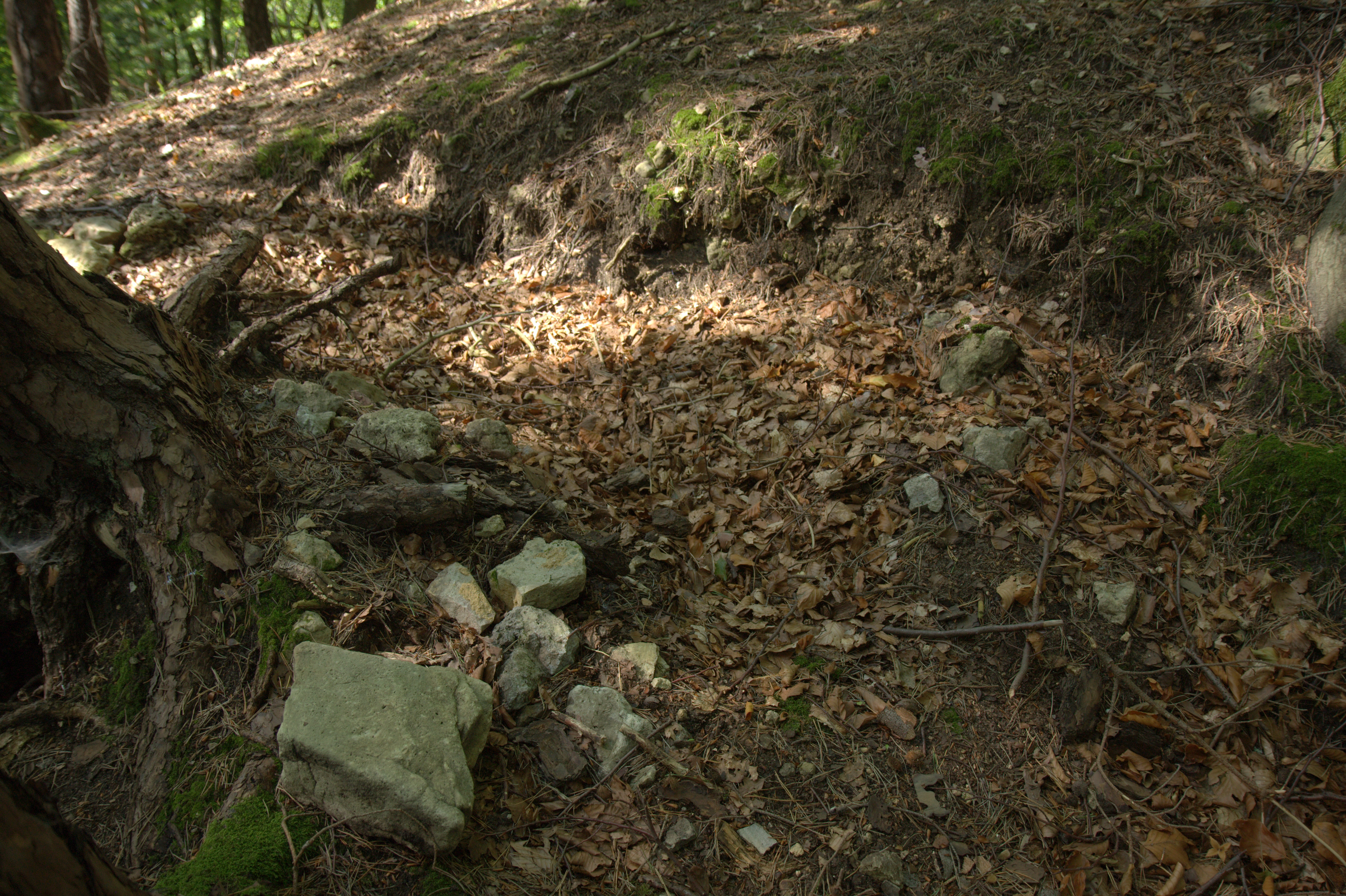
Bild 10: Raubgrabungsloch im oberen Burgbereich, einige Steine dort tragen noch Anhaftungen mit Mauermörtel. Zudem sind hier auch Bruchstücke von Keramik zu finden (Mittlere Bildhälfte, unten)

------>